# 岡特利特嶺
岡特利特嶺（英語：Gauntlet Ridge）是南極洲的山嶺，位於維多利亞地的博克格雷溫克海岸，是納森特冰川和里奇韋冰川的分界點，由新西蘭南極名稱諮詢委員會命名，現時由南極條約體系管理。
73°25′S 167°35′E / 73.417°S 167.583°E